# Unione dei comuni Sei Oltrepò
L'Unione dei comuni Sei Oltrepò era l'unione dei comuni di Borgofranco sul Po, Carbonara di Po, Felonica, Magnacavallo, Poggio Rusco e Sermide, in provincia di Mantova, tutti situati nell'Oltrepò  mantovano, così denominata in settembre 2015. L'unione ha avuto una breve esistenza, in quanto dopo poco più di un anno si è sciolta, anche in seguito all'incorporazione del comune di Felonica nel comune di Sermide, il quale contestualmente ha cambiato la sua denominazione in Sermide e Felonica.